# Цуг 94
«Цуг 94» — швейцарский полупрофессиональный футбольный клуб из одноимённого города, в настоящий момент выступает в 1-й лиге, третьем по силе дивизионе Швейцарии. Он был создан в 1994 году после слияния СК «Цуг» и ФК «Цуг». Домашние матчи проводит на арене «Стадион Герти Аллменд», вмещающей 4 900 зрителей.

## Известные игроки
- Марко Грасси

## Известные тренеры
- Оттмар Хитцфельд
- Йохан Нескенс